# 1-萘甲酸
1-萘甲酸是一种有机化合物，化学式为C10H7CO2H。它是C-H键活化反应的常见底物。它可以由1-溴萘的格氏试剂的羧基化反应或1-甲基萘的氧化反应制得。